# Burtscheid, Bernkastel-Wittlich
Burtscheid là một đô thị ở huyện Bernkastel-Wittlich, trong bang Rheinland-Pfalz, Đô thị Burtscheid, Bernkastel-Wittlich có diện tích 2,99 km², dân số thời điểm ngày 31 tháng 12 năm 2006 là 127 người.